# Auxvasse (rivière)
Ne doit pas être confondu avec Rivière aux Vases (Missouri).
La rivière Auxvasse, (anglais : Auxvasse River), est un cours d'eau qui coule dans le centre de l'État du Missouri. Elle est un affluent de la rivière Missouri et contribue au bassin fluvial du fleuve Mississippi.

## Géographie
D'une longueur d'environ 80 km, elle prend sa source dans le comté de Callaway, à l'Est de la ville de Columbia. Le cours d'eau de la rivière auxvasse s'écoule vers le Nord-Est. Son parcours est sinueux. Le cours d'eau traverse la ville de Auxvasse à laquelle elle a donné son nom, puis s'oriente vers le Sud en de nombreux méandres avant de se jeter dans le Missouri.

## Histoire
Ce sont les trappeurs et coureurs des bois français et Canadiens-Français, à l'époque de la Louisiane française, qui donnèrent le nom de "Rivière aux Vases" à ce cours d'eau en raison de la présence importante de vase. Après la vente de la Louisiane aux États-Unis, le nom fut anglicisé en Auxvasse.